# Леонтій (Смирнов)
Архієпископ Леонтій (в миру: Михайло Павлович Смирнов; 20 травня 1876, Новгородська губернія — 28 січня 1953, Архангельськ) — діяч Російської православної церкви, архієпископ Архангельський і Холмогорський.

## Біографія
Народився в родині паламаря Новгородської губернії. Закінчив Новгородське духовне училище, Новгородську духовну семінарію в 1897 році. Після закінчення навчання був призначений в ній помічником інспектора. 19 квітня 1900 року висвячений в сан ієрея.
У 1931 році був заарештований у храмі під час богослужіння за доносом місцевого комуніста і засуджений за статтею 58-10 КК РРФСР терміном на п'ять років виправно-трудових таборів. Термін відбував на Соловках і в Кемських таборах. Після звільнення спочатку служив у селі Іллінському Ярославської області, а потім був переведений в чин благочинного в храм у райцентр Некрасівське. Йому вдалося відновити зруйнований головний купол церкви і поставити на ньому хрест.
У побуті поза храму ніколи не знімав свого поношеного підрясника, зшитого з простого темного матеріалу. При його появі на вулиці, бувало, перехожі посміювалися над дивним священиком, а деякі навіть ображали і знущалися над ним. У той час священнослужителі були «поза законом», піддавалися загальному знущанню і осміянню. Тому більшість із них поза храму носили світський одяг, коротко стригли волосся, через що їх неможливо було відрізнити від інших людей. Владика Леонтій у своїй рясі з довгим волоссям виглядав як чужинець. Одного разу один з підлітків, що сміявся над архієреєм, кинув у нього камінь, який потрапив владиці в око і вибив його. Як повідомляє родинний переказ, він не розсердився на зляканого хулігана, а благословив його і навіть заспокоював, що все так вийшло. Потім заніс у свій поминальник (ім'я хлопця) і молився про його здоров'я.
Після смерті дружини 4 травня 1944 року був пострижений у чернецтво.
5 травня в залі засідань Священного Синоду при Московській Патріархії відбулось наречення ієромонаха Леонтія (Смирнова) в Єпископа Архангельського.
6 травня 1944 року в Московському Богоявленському Кафедральному Патріаршому Соборі хіротонісаний в єпископа Архангельського і Холмогорського. Чин хіротонії здійснювали Патріарх Сергій, архієпископ Віталій (Введенський) і єпископ Дмитровський Іларій (Ільїн).
Приїхав в Архангельськ, коли в єпархії служили всього три священика. За час свого керування єпархією освятив 35 православних храмів. У роки Німецько-радянської війни благословив збір коштів для потреб Червоної армії. Під його керівництвом було зібрано та внесено в Держбанк і Фонд сімей Червоної армії понад 233 тис. рублів.
25 лютого 1952 року возведений у сан архієпископа.
Жив скромно і мав лише одну панагію, з дому на служби добирався пішки.
Похований біля вівтарної частини Свято-Іллінського кафедрального собору на Іллінському кладовищі в Архангельську. На пам'ятнику, виготовленому у вигляді аналоя, були відображені передсмертні слова архіпастиря: «Діти мої, любіть Церкву, моліться Богу, моліться за тих, хто ображав Вас».
Парафіяни собору шанують його як святого. Матеріали, пов'язані з життям і діяльністю архієпископа Леонтія, були представлені Архангельською єпархією у Священний Синод для канонізації в сонмі новомучеників і сповідників Російських.

## Родина
Дружина — Юлія Олександрівна (уроджена Сперанська) — з родини священнослужителя. У родині було семеро дітей: Лідія, Віра, Олена, Катерина, Надія, Ольга і Микола.